# 服部因淑
服部 因淑（はっとり いんしゅく、宝暦11年（1761年） - 天保13年（1842年））は、江戸時代の囲碁棋士。美濃国出身、井上春達因碩門下、七段上手。井上家の外家服部家を興した。因徹と名乗っていた青年時代には、本因坊元丈、安井知得仙知などと互角に戦い鬼因徹と呼ばれた。御城碁には59歳で初出仕して76歳まで11局を務めた。養子の服部立徹は後の十一世井上幻庵因碩。

## 経歴
美濃国江崎村の農家に生まれる。幼名は虎之介。同村の立江寺の僧から碁を教えられ、その進歩を見た僧が豪商渡部氏に紹介し、七世井上春達因碩門に預けられて因徹を名乗る。また一時吉田姓も名乗った。寛政8年(1796年)に六段。この時の八世井上因達因碩は、坂口仙徳六段らの先例を出して御城碁出仕を願い出るが、他の三家の反対により認められなかった。この頃には元丈、知得にも互角の戦績で、鬼因徹と呼ばれた。その後因淑と改名。
文化6年(1809年)に弟子の橋本立徹を養子とする。文化2年(1810年)に九世井上春策因碩が没し、因砂因碩が十世を継いだが、因砂は五段であったために因淑が後見となった。文政2年(1819年)に立徹を井上家跡目（井上安節、後に十一世井上幻庵因碩）とし、因淑は宗家の縁戚として、因砂因碩が他の三家を説得して七段に進められ、御城碁出仕を果たす。外家で七段の資格を得て御城碁出仕するのは、因淑が初めてとなる。
天保の内訌においては、文政11年(1828年)に本因坊丈和の八段昇段、続いて幻庵因碩八段昇段の後の家元会議に出席し、知得仙知が丈和との争碁を打つように仕向けたが、丈和は仙知、因碩との争碁を打たないままで天保2年(1831年)に名人就位した。天保13年(1842年)死去。

## 戦績
御城碁成績
- 1819年（文政2年）白番7目負 林元美
- 1820年（文政3年）白番中押負 本因坊丈和
- 1821年（文政4年）白番ジゴ 井上因砂因碩
- 1822年（文政5年）向三子9目勝 林柏悦
- 1823年（文政6年）白番2目負 井上安節
- 1825年（文政8年）向三子中押負 安井俊哲
- 1826年（文政9年）向二子14目負 林柏悦
- 1828年（文政11年）向二子中押負 安井俊哲
- 1830年（天保元年）先番ジゴ 安井知得仙知
- 1831年（天保2年）白番ジゴ 安井俊哲
- 1836年（天保7年）白番中押負 本因坊丈策

文政6年には井上家跡目安節と親子対局している。
他に、元丈とは黒番で12勝2敗、白番で1勝7敗1ジゴ、知得とは黒番で3勝3敗2打ちかけ、白番で4敗1打ちかけとしている。
享和元年(1801年)には浜松で山本源吉と二十一番碁を打ち（源吉先相先）、黒番5勝2敗、白番5勝9敗だった。文化5年(1808年)に関山仙太夫に向三子、二子でそれぞれ1敗。
代表局
享和元年（1801年）4月14日 安井知得 - 服部因徹(先番)
黒は上辺の城を激しく攻め、黒1(93手目)から眼を取りに行き、白8の時に黒9が手筋。白は黒Aを防いで白12が省けず、黒13の後白Bと生きなければならず、黒Cで地合が大差となる。105手完、黒中押勝。安井家跡目となって26歳六段の知得を剛腕で崩した。

## 著作
- 『温故知新碁録』1803年（布石と打碁集）
- 『繹貴奕範』1809年（布石と打碁集、山本源吉との二十一番碁を収録）
- 『置碁自在』1824年（二子から九子までの変化図と解説）

## 服部家
因淑の御城碁出仕により名門となった服部家では、同年に黒川立卓を養子として迎えて雄節と改名させ、跡を継がせる。雄節は五段で天保3年(1832年)から御城碁出仕し、六段昇段もして6年間勤めた後に辞退。天保13年に因淑に先んじて41歳で没する。服部家は一旦途絶えるが、後に幻庵因碩が弟子の加藤正徹に継がせて再興された。正徹は七段に進んで御城碁にも出仕した。
外家のうち2代以上続いて御城碁出仕者を出したのは、服部家と安井門の坂口家だけだった。